# Silver Star Park
Silver Star Park är en park i Kanada.   Den ligger i provinsen British Columbia, i den södra delen av landet, 3 200 km väster om huvudstaden Ottawa. Silver Star Park ligger 1 724 meter över havet.
Terrängen runt Silver Star Park är kuperad åt sydost, men åt nordväst är den bergig. Silver Star Park ligger uppe på en höjd. Närmaste större samhälle är Vernon, 17,9 km sydväst om Silver Star Park.
I omgivningarna runt Silver Star Park växer i huvudsak barrskog. Runt Silver Star Park är det mycket glesbefolkat, med 2 invånare per kvadratkilometer.